# Puszcza Drawska

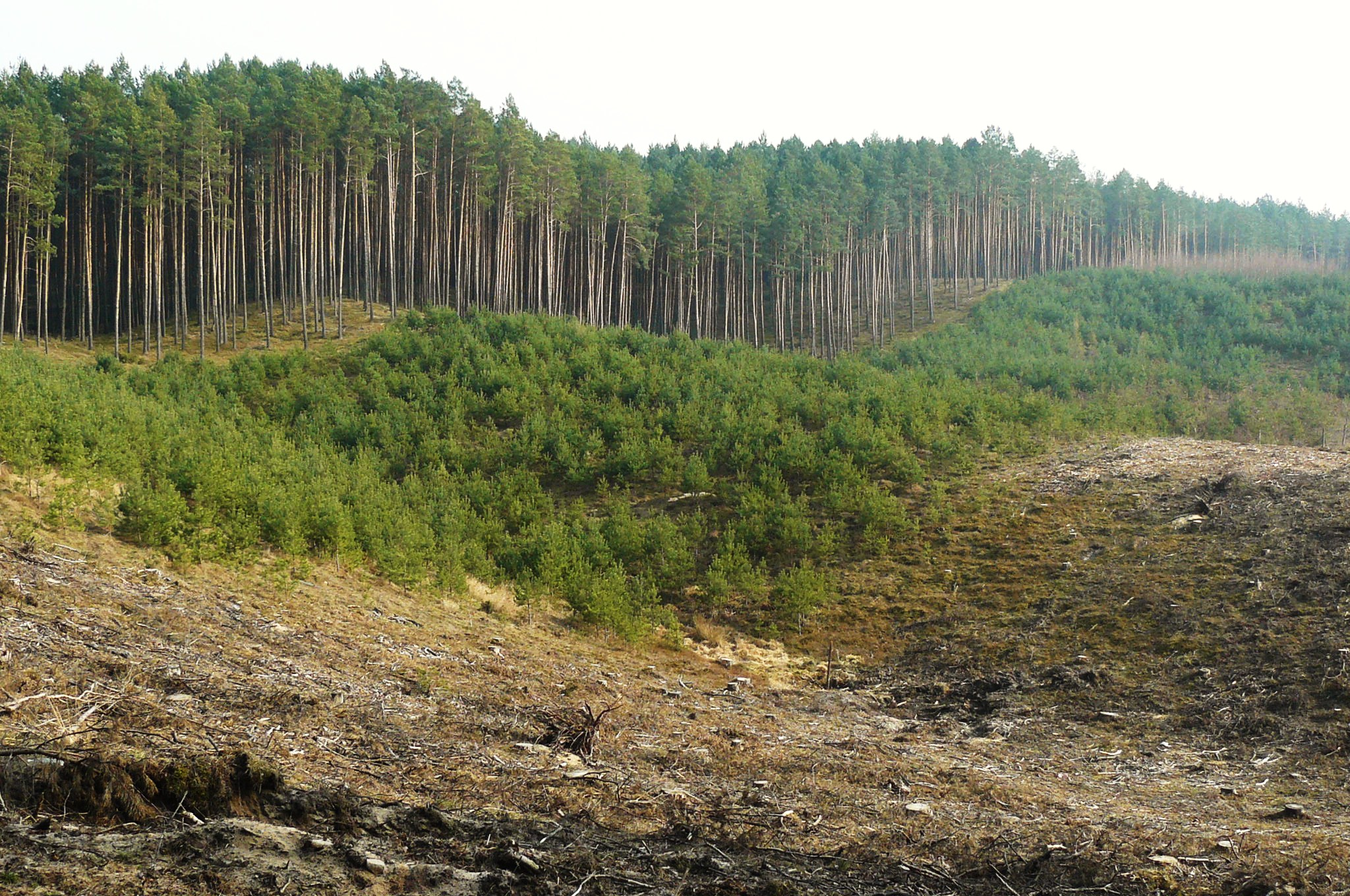
Puszcza pomiędzy Lubiewem a Drawinami

Puszcza Drawska – puszcza w północno-zachodniej Polsce, na terenie województw zachodniopomorskiego, lubuskiego i wielkopolskiego. Ciągnie się pasmem na południe od jezior Lubie i Drawsko do ujścia Drawy do Noteci. Od północy i wschodu ograniczona jest Pojezierzem Drawskim i Pojezierzem Wałeckim, zaś od strony zachodniej znajdują się: Pojezierze Ińskie, Pojezierze Choszczeńskie i Pojezierze Dobiegniewskie. Od południa zamknięta Kotliną Gorzowską. W przeszłości części tego kompleksu nazywano także Puszczą Zarzęcicką (w okolicach Drawska Pomorskiego) oraz Puszczą Polską (na południe od jeziora Drawsko). Nazwa puszczy pochodzi od rzeki Drawy przecinającej lasy puszczy. Ze względu na położenie przeważnie w pasie sandrów Równiny Drawskiej dominują tu siedliska borowe z domieszką gatunków liściastych.

## Geografia

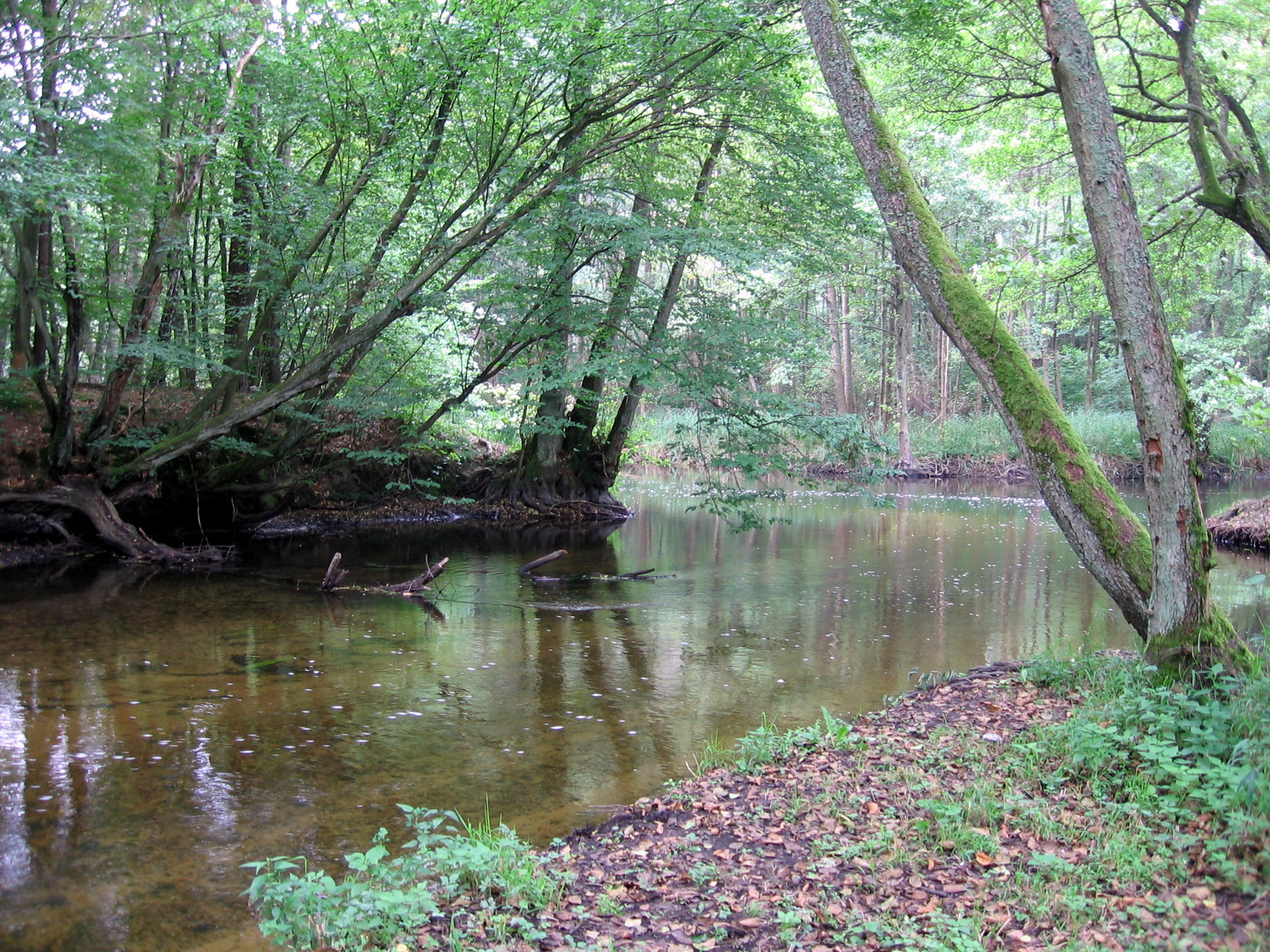
Drawa w Puszczy

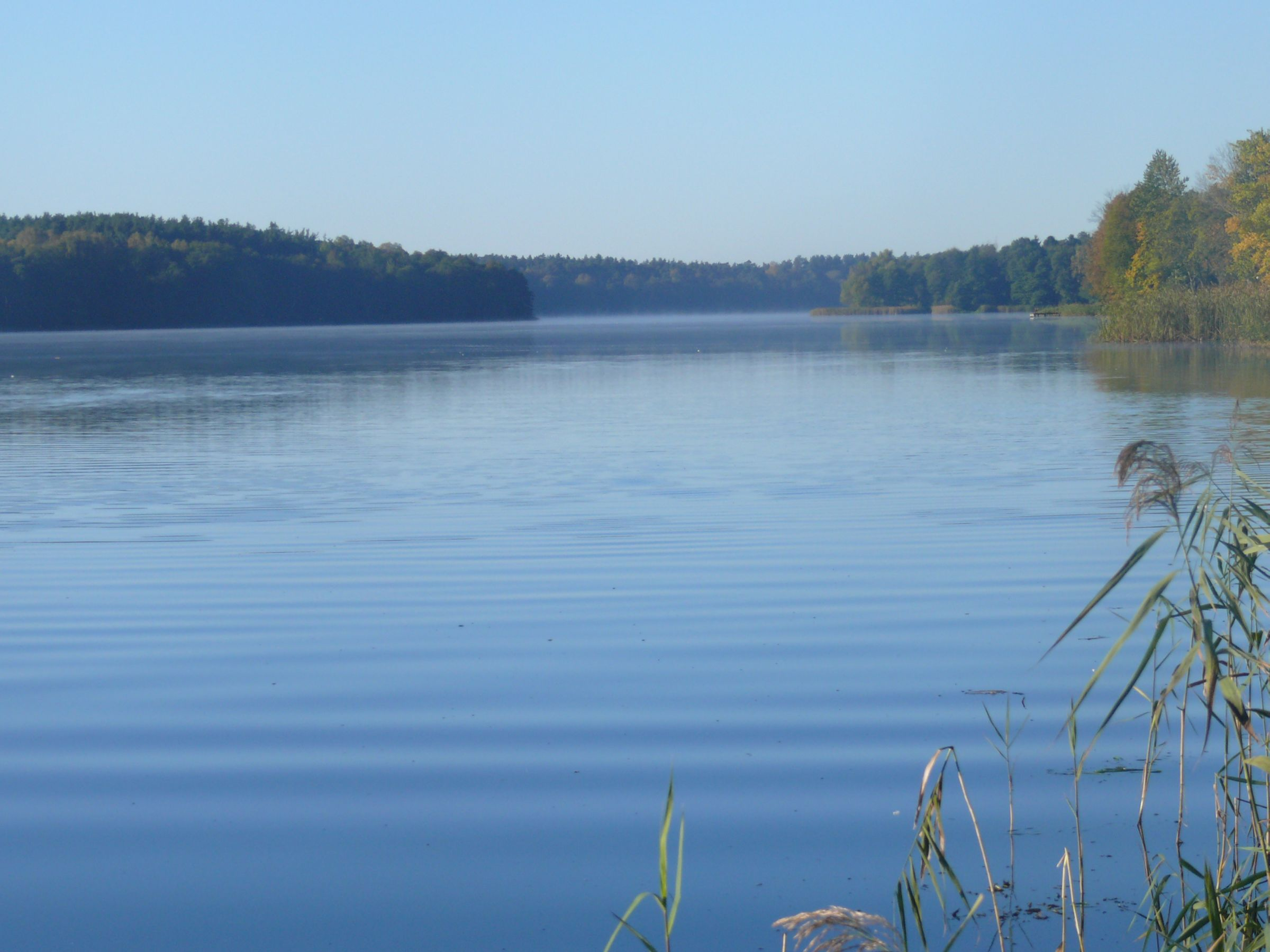
Puszcza nad jeziorem Dubie

- Miejscowości: Drawsko Pomorskie, Czaplinek, Człopa, Dobiegniew, Drawno, Kalisz Pomorski, Krzyż Wielkopolski, Mirosławiec, Recz, Tuczno, Wierzchowo, Złocieniec.
- Rzeki: Drawa, Płociczna, Korytnica, Drawica, Mierzęcka Struga.
- Jeziora: Lubie, Wąsosze, Osiek, Trzebuń, Przytoczno, Szczuczarz, Nowa Korytnica, Tuczno, Dubie

## Ochrona przyrody
- Drawieński Park Narodowy
- Obszar ptasi Natura 2000 „Lasy Puszczy nad Drawą”
- Obszar siedliskowy Natura 2000 „Jezioro Lubie i Dolina Drawy”
- Obszar siedliskowy Natura 2000 „Uroczyska w Puszczy Drawskiej”

## Turystyka
Popularne miejsce organizacji spływów kajakowych – głównie Drawa i Płociczna. Wzdłuż rzek wyznaczono miejsca postojowe dla kajaków i miejsca biwakowania. Szlaki piesze i rowerowe koncentrują się wokół parku narodowego i na południu Puszczy. Pozostała część, ze względu na większe odległości między miejscowościami, bardziej atrakcyjna dla turystyki rowerowej i konnej. Liczne czyste jeziora o różnej wielkości.